# Giuseppe Bergomi
Giuseppe Bergomi (Milão, 22 de dezembro de 1963) é um ex-futebolista profissional italiano, que atuava como defensor.

## Carreira
Alcunhado de "o tio" pela sua aparência mais madura mesmo no início da carreira, Bergomi, que cumpriu 19 anos de Milão (1979 a 1999) como profissional sempre ao serviço do Inter de Milão, pode bem ser considerado como o "Sr. Taça UEFA". Em 20 temporadas, disputou 756 partidas pela Inter, é o segundo maior jogador com mais participações atrás de Javier Zanetti.
O defensor venceu a Taça UEFA três vezes e detém o recorde de jogos realizados na prova, tendo cumprido 96 partidas na segunda prova de clubes mais importante da UEFA, mais 27 que seu maior rival. No total, realizou 117 encontros das competições europeias de clubes - um recorde que subsistiu até ao início de 2002, quando foi superado por Paolo Maldini, do Milan.
Bergomi, que deixou os gramados em 1999, atualmente é comentador televisivo.

## Seleção italiana
Em 1982, aos 18 anos, ajudou a Itália a sagrar-se campeã da Copa do Mundo, tendo brilhado na final em que os transalpinos bateram a República Federal da Alemanha, por 3-1.
Ele integrou a Seleção Italiana de Futebol na Eurocopa de 1988.

## Títulos
Internazionale
- Copa da Itália: 1981–82
- Serie A: 1988–89
- Supercopa da Itália: 1989
- Copa da UEFA: 1990–91, 1993–94 e 1997–98

Seleção Italiana
- Copa do Mundo: 1982

### Individuais
- Seleção da Eurocopa: 1988
- Pirata de Ouro (Jogador Internacional do Ano): 1990
- Prêmio Nacional de Carreira Exemplar "Gaetano Scirea": 1997
- FIFA 100
- Hall da fama do futebol italiano: 2016
- IFFHS ALL TIME DREAM TEAMS ITALY[4]